# Plateau-Sprachen
Die Plateau-Sprachen bilden eine Untergruppe der platoiden Sprachen, eines Zweiges der Benue-Kongo-Sprachen, die ihrerseits zum Niger-Kongo gehören.
Die rund 40 Plateau-Sprachen werden von etwa zwei Millionen Menschen in Nordwest- und Zentral-Nigeria gesprochen. Ihr Verbreitungszentrum ist das zentralnigerianische Jos-Plateau, nach dem sie benannt sind. Die Plateau-Sprachen bestehen aus vier genetischen Einheiten, die geographisch in Nordwest-, Zentral-, Südost- und Süd-Plateau-Sprachen gegliedert werden. Die bedeutendsten Sprachen sind Berom (300 Tsd.), Kaje (300 Tsd. Sprecher), Kwanka (220 Tsd.), Eggon (150 Tsd.), Katab (130 Tsd.), Jaba (100 Tsd.) und Mada (100 Tsd.).

## Position der Plateau-Sprachen innerhalb des Niger-Kongo
- Niger-Kongo
  - Volta-Kongo
    - Süd-Volta-Kongo
      - Benue-Kongo
        - Ost-Benue-Kongo
          - Platoid
            - Kainji
            - Nordwest-Plateau
            - Zentral-Plateau
            - Südost-Plateau
            - Süd-Plateau
            - Tarokoid
            - Jukunoid

## Interne Klassifikation
- Nordwest-Plateau
  - Nord: Ikulu (50 Tsd.), Kadara (40 Tsd.), Doka, Iku-Gora, Kuturmi
  - West
    - Nordwest
      - Jaba: Jaba (100 Tsd.), Kamantan (10 Tsd.), Kagoma, Cori, Shamang, Zhire
      - Koro: Begbere-Ejar-Ashe (35 Tsd.), Idun, (10 Tsd.), Yeskwa (15 Tsd.)

    - Südwest
      - Kwanka-Mada: Kwanka (220 Tsd.), Mada (100 Tsd.), Kuche (50 Tsd.), Ninzam (35 Tsd.),
Numana-Nunku-Gwantu-Numbu (15 Tsd.), Kanufi, Kaningdon-Nindem, Bu (6 Tsd.), Ningye (4 Tsd.), Shall-Zwall
      - Eggon: Eggon (150 Tsd.), Nungu (50 Tsd.), Hasha (3 Tsd.), Ake (2 Tsd.)
- Zentral-Plateau
  - Nord: Aten (40 Tsd.), Cara (3 Tsd.)
  - Süd: Kaje (300 Tsd.), Katab (130 Tsd.), Irigwe (40 Tsd.), Izere (Afusare) (50 Tsd.), Firan (1,5 Tsd.)
  - West: Nandu-Tari (4 Tsd.)
- Südost-Plateau: Fyam (12 Tsd.), Horom (1,5 Tsd.), Bo-Rukul (2 Tsd.)
- Süd-Plateau: Berom (300 Tsd.), Lijili (50 Tsd.), Tanjijili (8 Tsd.)